# Patrik Jány
Patrik Jány (Banská Štiavnica, 29 de julio de 1997) es un deportista eslovaco que compite en tiro, en la modalidad de rifle.
Ganó cinco medallas en el Campeonato Europeo de Tiro entre los años 2022 y 2024. Participó en los Juegos Olímpicos de Tokio 2020, ocupando el séptimo lugar en la prueba de rifle 10 m.

## Palmarés internacional
| Campeonato Europeo | Campeonato Europeo | Campeonato Europeo | Campeonato Europeo         |
| Año                | Lugar              | Medalla            | Prueba                     |
| ------------------ | ------------------ | ------------------ | -------------------------- |
| 2022               | Hamar (Noruega)    | Medalla de oro     | Rifle 10 m                 |
| 2023               | Tallin (Estonia)   | Medalla de plata   | Rifle 10 m                 |
| 2024               | Győr (Hungría)     | Medalla de oro     | Rifle 10 m                 |
| 2024               | Osijek (Croacia)   | Medalla de oro     | Rifle en pos. tendida 50 m |
| 2024               | Osijek (Croacia)   | Medalla de bronce  | Rifle 3 posiciones 50 m    |